# Ebony Dorsum
L'Ebony Dorsum è una struttura geologica della superficie di Encelado.